# Neoscapteriscus
Neoscapteriscus (лат.) — род насекомых из семейства медведок (Gryllotalpidae).

## Таксономия
В 2015 году колумбийский таксономист насекомых Оскар Кадена-Кастанеда (Oscar Cadena-Castañeda) изучил род Scapteriscus и пришел к выводу, что последний включает две клады: меньшую (истинные Scapteriscus) и большую, которую он описал как новый род Neoscapteriscus.

## Распространение
Вид Neoscapteriscus vicinus, изначально обитавший в Южной Америке, был завезён в США, где распространился, расширив свой ареал.

## Описание
Имеют два когтя.

## Биология
Некоторые виды, например, Neoscapteriscus vicinus, являются растительноядными, другие, например, Neoscapteriscus borellii, питаются в основном животным кормом.

## Классификация
На ноябрь 2020 года в род включают 23 вида:
- Neoscapteriscus abbreviatus (Scudder, 1869)
- Neoscapteriscus borellii (Giglio-Tos, 1894)
- Neoscapteriscus cerberus (Rodríguez & Heads, 2012)
- Neoscapteriscus costaricensis (Nickle, 2003)
- Neoscapteriscus didactyloides (Nickle, 2003)
- Neoscapteriscus didactylus (Latreille, 1804)typus
- Neoscapteriscus ecuadorensis (Nickle, 2003)
- Neoscapteriscus grossi (Nickle, 2003)
- Neoscapteriscus imitatus (Nickle & Castner, 1984)
- Neoscapteriscus macrocellus (Nickle, 2003)
- Neoscapteriscus mexicanus (Burmeister, 1838)
- Neoscapteriscus parvipennis (Serville, 1838)
- Neoscapteriscus peruvianus (Nickle, 2003)
- Neoscapteriscus quadripunctatus (Nickle, 2003)
- Neoscapteriscus riograndensis (Canhedo-Lascombe & Corseuil, 1996)
- Neoscapteriscus rodriguezi (Cadena-Castañeda, 2011)
- Neoscapteriscus saileri (Nickle, 2003)
- Neoscapteriscus tenuis (Scudder, 1869)
- Neoscapteriscus tetradactylus (Perty, 1832)
- Neoscapteriscus tibiodentalis (Nickle, 2003)
- Neoscapteriscus variegatus (Burmeister, 1838)
- Neoscapteriscus vicinus (Scudder, 1869)
- Neoscapteriscus zeuneri (Rodríguez & Heads, 2012)